# Хамза Шишани
Вахмурад Мухматович Хасиев (чечен. Хаси Мухьмади воӀ Вахмурад; 23 ноября 1986, Хасавюрт — 3 марта 2019, Хама, Сирия) — один из военных амиров (военных командиров) чеченских джихадистов на территории Сирии, один из сооснователей и 1-й военный амир группировки «Аджнад аль-Кавказ». Участник Второй войны в Чечне. С 2013 по 2019 год принимал активное участие в гражданской войне на стороне сирийской суннитской оппозиции против правительства Башара Асада. Стал известен под именем Хамза Шишани (араб. عبد الحكيم الشيشاني, Хамза Чеченский‎).

## Биография

### Происхождение
Вахмурад Мухматович Хасиев родился 23 ноября 1986 года в городе Хасавюрт, Дагестанская ССР. По национальности чеченец.

### Вторая чеченская война

Вахмурад Хасиев во время второй войны в Чечне (фото сделано до 2009 года). Источник: chechensinsyria

Являлся активным участником второй чеченской войны (2004—2009 гг.) и гражданской войны в Сирии (с 2013 до своей смерти — 3 марта 2019 года).
Во время второй чеченской войны Хасиев сначала помогал сепаратистам, а затем в 2004 году, в подростковом возрасте 17 лет, отправился в учебный центр сепаратистов для прохождения военной подготовки. И вскоре — в мае 2004 года он примкнул к группе известного полевого командира Сулеймана Эльмурзаева по прозвищу «Хайруллах», который в то время занимал должность командующего Веденским сектором вооружённых формирований Чеченской Республики Ичкерия. После гибели Сулеймана Эльмурзаева Вахмурад присоединился к группе другого полевого командира боевиков Селима Бимурзаева. В 2008 году Селим Бимурзаев и его группа были обнаружены недалеко от села Ца-Ведено, во время боя Бимурзаев был убит, а Вахмурад Хасиев отделался ранением и сумел скрыться. Затем до 2009 года воевал в составе Центрального фронта, которым руководил известный полевой командир Рустам Ажиев (Абдул-Хаким Шишани) и стал его заместителем и близким соратником.

## Выезд в Турцию
Одна нога Вахмурада была повреждена, из-за травмы тазовых костей, которую он получил в одном из боёв с сотрудниками правоохранительных органов Чечни в 2008 году. В течение семи месяцев он ходил по горам и лесам с плохо обработанной раной и получил гангрену, в результате чего его нога стала короче на несколько сантиметров.
В 2009 году он выехал в Турцию, чтобы восстановить ногу и перенёс множество операций. Ему почти это удалось, но всё же нога осталась заметно короче.

## Гражданская война в Сирии

Вахмурад Хасиев в Сирии. Источник: chechensinsyria

В 2013 году, когда в Сирии разразилась гражданская война между суннитской оппозицией и алавитским шиитским режимом Башара Асада. Хасиев вместе с Ажиевым отправились в Сирию для участия в конфликте на стороне сирийской оппозиции, им не требовалась военная подготовка для участия в этой войне, так как у них был десятилетний опыт боевых действий в Чечне. В Сирии он с Ажиевым сформировали свою собственную военную организацию «Аджнад аль-Кавказ» (воины Кавказа), — Хасиев занял должность военного амира (командующий военными операциями), а Ажиев стал главным амиром.

## Участие в сражениях на стороне сирийской оппозиции
В 2015 году Хамза Шишани участвовал в масштабном наступлении повстанцев по захвату провинции Идлиб.
В апреле-июне 2015 года участвовал в наступлении на северо-западе Сирии. Группа «Аджнад аль-Кавказ» под военным руководством Хамзы Шишани помогала повстанцам захватить военную базу аль-Мастум. Также воевал в Кафр-Наджаде и Мукабале.
С 2015 по 2016 год он принимал участие в наступлении на Латакию. Руководство «Аджнад аль-Кавказ» утверждало, что оно защищало вершину холма от нападения российских войск.
После он принял участие в другом наступлении в Латакии, в ходе которого, как сообщается, был убит один из её военных амиров (военных командиров) «Аджнад аль-Кавказ» Адам аш-Шишани.
Также принял участие в ожесточённых боях за холмы в деревне Айн-Исса.
Затем, в конце 2016 года, группировка Аджнад аль-Кавказ под военным руководством Хамзы Шишани приняла участие в наступлении, направленном на снятие осады удерживаемого повстанцами восточного Алеппо.
В 2017 году он принимал участие в боях на севере Хамы.

## Гибель
Хасиев был убит 3 марта 2019 года во время боя с сирийской правительственной армией в провинции Хама.

Джихадисты группировки «Аджнад аль-Кавказ» подтвердили гибель своего военного лидера Хамзы Шишани на севере Хама, опубликовав его фотографию на своём медиа-ресурсе с подписью: 
«Это всего лишь мимолетные дни… Место встречи — рай по воле Аллаха!».Аджнад аль-Кавказ